# 霍默 (明尼蘇達州)
霍默（英語：Homer）是位於美國明尼蘇達州威諾納縣霍默鎮區的一個普查規定居民點。

## 歷史
霍默的郵局於1855年成立，其後於1965年停運。此地得名自紐約州的霍默。

## 人口
根據2020年美國人口普查的數據，霍默的面積為3.18平方千米，當中陸地面積為3.07平方千米，而水域面積為0.11平方千米。當地共有人口189人，而人口密度為每平方千米59.43人。